# Mytynci (obwód chmielnicki)
Mytynci (ukr. Митинці) – wieś na Ukrainie, w obwodzie chmielnickim, w rejonie chmielnickim, w hromadzie Krasiłów. W 2001 liczyła 620 mieszkańców, spośród których 614 wskazało jako ojczysty język ukraiński, a 6 rosyjski.